# 小幡昌盛
小幡 昌盛（おばた まさもり）は、戦国時代の武将。甲斐国武田氏家臣で足軽大将。武田信玄、武田勝頼の2代に仕える。父は小畠虎盛（小幡虎盛）で次男。叔父に小幡光盛がいる。仮名は孫十郎だが、『甲陽軍鑑』や『軍鑑』に基づいた『甲斐国志』では孫次郎としている。武田二十四将の一人に数えられる。

## 生涯
『甲陽軍鑑』に拠れば、小幡氏は遠江国勝間田出身の一族で、日浄（盛次）・虎盛期に甲斐を訪れ武田信虎に召抱えられたという。父の虎盛は北信地域をめぐる越後の上杉謙信との対決において前線の海津城に在番し、春日虎綱を補佐したという。『軍鑑』に拠れば昌盛は虎盛とともに海津城に在番し、父の虎盛は永禄4年の第四次川中島の戦い直前に死去したため家督を継ぎ、引き続き春日虎綱の補佐を命じられたという。
文書上においては元亀2年11月に領内僧の監督のため組織した祈祷奉行において長坂昌国とともに名が見られるのが唯一の所見で、昌盛の所見は『軍鑑』の記述による。
『軍鑑』では永禄4年（1561年）の第4次川中島の戦いにおける活躍や、内藤昌秀の配下として西上野の総横目を務めたことなどを記しているほか、「鬼の子には鬼の娘が相応しい」との信玄の計らいで、足軽大将・原虎胤の娘を正室としたという。
また虎盛没後は海津城副将の地位に推されるが昌盛は信玄の旗本におさまることを望み訴訟を行い、信玄の怒りを買い甲府妙音寺に蟄居となり切腹を命じられるが、諏訪勝頼や土屋昌続の懇願により赦免され、足軽大将に留まったとする逸話を記している。 永禄12年(1569年)の三増峠の戦いでは、昌盛は検使として信玄の弟・一条信龍の部隊に所属。
勝頼期の天正10年（1582年）、織田信長・徳川家康連合軍が武田領に侵攻する（甲州征伐）が、昌盛は病床にあったため参戦できなかったという。武田氏の敗勢が濃厚になりつつあった時、落ち延びゆく勝頼に甲斐善光寺で暇乞いをしたのち病死したという。享年49。勝頼の自害のわずか5日前であった。
なお、『甲陽軍鑑』に記載されている、勝頼への暇乞いの記述内容から昌盛の病名・死因を地方病 (日本住血吸虫症)であるとする解釈もあり、これは少なくとも『甲陽軍鑑』の成立した近世初頭段階で、甲斐国に地方病が蔓延していた可能性を示す記録としても注目されている。

## 家系
虎盛までは小畠姓であったが、昌盛からは小幡姓を称した。長男は昌忠、次男に在直、三男には甲陽軍鑑の編者として著名な小幡景憲がいる。